# Terast mis hangund me hinge
Albums de Metsatöll
Hiiekoda
(2004)
Terast mis hangund me hinge (français : Acier gelé dans nos âmes) est la première démo du groupe de Folk metal estonien Metsatöll, sorti en 1999. Bien que ce ne soit qu'une démo interprétée par les trois membres fondateurs du groupe − dont deux seront remplacés avant l'album suivant − les compositions plaisent, au point que cet album sera réenregistré en 2005 sous le label Nailboard Records.

## Liste des titres
| Disque | Disque                      | Disque                                  | Disque                                                        | Disque | Disque | Disque | Disque | Disque | Disque |
| No     | Titre                       | Paroles                                 | Musique                                                       | Durée  |        |        |        |        |        |
| ------ | --------------------------- | --------------------------------------- | ------------------------------------------------------------- | ------ | ------ | ------ | ------ | ------ | ------ |
| 1.     | Sissejuhatus                |                                         | Markus Rabapagan Teeäär                                       | 0:54   |        |        |        |        |        |
| 2.     | Veresulased                 | Markus Rabapagan Teeäär                 | Markus Rabapagan Teeäär                                       | 7:47   |        |        |        |        |        |
| 3.     | Hundiraev                   | Markus Rabapagan Teeäär                 | Markus Rabapagan Teeäär, Andrus Tins                          | 6:21   |        |        |        |        |        |
| 4.     | Terasetuli                  | Markus Rabapagan Teeäär                 | Markus Rabapagan Teeäär                                       | 4:31   |        |        |        |        |        |
| 5.     | Mõõk                        | Markus Rabapagan Teeäär                 | Markus Rabapagan Teeäär, Andrus Tins                          | 3:45   |        |        |        |        |        |
| 6.     | Terast mis hangund me hinge | Markus Rabapagan Teeäär, F.R.Kreutzwald | Markus Rabapagan Teeäär, Andrus Tins                          | 5:02   |        |        |        |        |        |
| 7.     | Metsaviha 1                 | Markus Rabapagan Teeäär                 | Markus Rabapagan Teeäär, Andrus Tins                          | 3:38   |        |        |        |        |        |
| 8.     | Metsaviha 2                 | Markus Rabapagan Teeäär                 | Markus Rabapagan Teeäär, Andrus Tins, Silver Factor Rattasepp | 3:48   |        |        |        |        |        |
| 9.     | Põhjatuulte pojad ja tütred | Markus Rabapagan Teeäär                 | Markus Rabapagan Teeäär, Andrus Tins                          | 8:08   |        |        |        |        |        |
| 43:54  |                             |                                         |                                                               |        |        |        |        |        |        |